# Vensac
Vensac é uma comuna francesa na região administrativa da Nova Aquitânia, no departamento da Gironda. Estende-se por uma área de 34,63 km². Em 2010 a comuna tinha 1 020 habitantes (densidade: 29,5 hab./km²).